# Tricondyloides caledonicus
Tricondyloides caledonicus là một loài bọ cánh cứng trong họ Cerambycidae.